# 弓形悬挂束缚
弓形悬挂束缚，是悬挂束缚的一种，方式为将双脚双手放在背后并使用工具束缚在一个点上（可以使用舒展桿），并将被绑者进行悬挂。使用该捆绑方式，对象所受到的力将集中在手腕上。

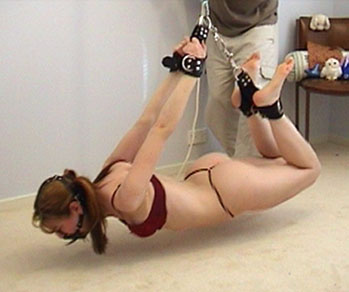
Suspension bow

如果被绑者为女性，那么她的乳房会几乎垂直向下（取决于位置是否严格），可以使用乳夹和增加乳夹上的重量使对象产生疼痛。